# Lappträskån
Lappträskån är det största källflödet till Ålsån i Byskeälvens huvudavrinningsområde och rinner upp NV om Glommersträsk i Arvidsjaurs kommun. Den strömmar långsamt fram genom flacka myrmarker ca en halvmil norr om Glommersträskbygden och passerar knappt någon bebyggelse alls. Biflöde Bijjiejuhka (sv "Bijejokkbäcken" - Lappträskån har sannolikt själv ett samiskt namn som inte finns på kartan).
Den totala längden är ca 20 km, varav 13 km mellan "Lappträsket" (sam Tjakttjure), en numera till myr uttorkad källsjö nära Moräng, och Ullbergsträsket i NV Västerbotten, där ån mynnar vid Strandmyren, nära den s k Lappkläppen. Uppströms "Lappträsket" kallas vattendraget Månsbäcken eller på samiska Mavdnasjuhka, eftersom det har sin upprinnelse i det stora myrområdet Mávdnasjeäggie (Månsmyran) söder om Tjähpesåjvvie (Svartliden). 